# يان هومر
يان هومر (بالسلوفاكية: Ján Homér) هو لاعب هوكي الجليد سلوفاكي، ولد في 11 ديسمبر 1980 في تشيكوسلوفاكيا.

## وصلات خارجية
- يان هومر على موقع EliteProspects.com (الإنجليزية)
- يان هومر على موقع Eurohockey.com (الإنجليزية)
- يان هومر على موقع HockeyDB.com (الإنجليزية)